# ROKS Gongju
Le ROKS Gongju (PCC-785) est une corvette de classe Pohang de la marine de la république de Corée.

## Conception
La classe Pohang est une série de corvettes construites par différentes entreprises de construction navale sud-coréennes. La classe se compose de 24 navires et certains, après leur déclassement, ont été vendus ou donnés à d'autres pays. Il existe cinq types différents dans la classe, du lot II au lot VI.

## Historique
Le ROKS Gongju (PCC-785) a été construit par Hanjin Heavy Industries et lancé le 21 septembre 1992. Le navire a été mis en service le 31 juillet 1993.
Le 21 mars 2023, le ROKS Gongju a effectué un exercice d’artillerie navale avec d’autres unités de la 2e flotte : le destroyer de classe Gwanggaeto le Grand ROKS Eulji Mundeok (DDH-972), la frégate de classe Daegu ROKS Seoul (FFG-821) et le patrouilleur de classe Gumdoksuri ROKS Park Donghyuk (PKG-717)